# 자베
자베(Giave)는 사르데냐의 이탈리아 지방에 있는 사사리도의 코무네이다. 칼리아리에서 북쪽으로 약 140 킬로미터 (87 mi) 떨어져 있고, 사사리에서 남동쪽으로 약 35 킬로미터 (22 mi) 떨어져 있다. 2004년 12월 31일 기준으로 인구는 655명이고 면적은 47.1 제곱킬로미터 (18.2 mi2)이다.
자베는 다음 코무네와 접한다: 보노르바, 케레물레, 코소이네, 티에시, 토랄바.